# Poinçon
Der Poinçon war ein französisches Flüssigkeitsmaß und entsprach dem Muid und wurde auch Muid de vin genannt. Mit dem Maß wurde Wein und Branntwein gemessen.
- 1 Poinçon = 3 Tierçons/Tierceaux = 2 Feuillette = 4 Quartauxs = 36 Setiers/Veltes = 288 Pietes = 13.521,6 Pariser Kubikzoll = 268,2195 Liter[1][2]
- 1 Poinçon (Branntwein) = 27 Veltes (1 Velte = 375,4 Pariser Kubikzoll = 7,450542 Liter[3])

In Reims machte man einen Unterschied:
- 1 Poinçon = 140 Pots = 280 Pinten
- 1 Poinçon (ohne Hefen) = 138 Pots = 276 Pinten